# Marzhausen
Marzhausen település Németországban, Rajna-vidék-Pfalz tartományban. Lakosainak száma 259 fő (2023. december 31.).

## Panoráma

A település és környéke

## Népesség
A település népességének változása:
| Lakosok száma | 234  | 247  | 238  | 249  | 263  | 268  | 259  |
|               | 1975 | 2014 | 2017 | 2019 | 2021 | 2022 | 2023 |